# Łaznowska Wola
Łaznowska Wola (deutsch  Grömbach bzw. Grünbach) ist ein Ort in der Gmina Rokiciny, in der Woiwodschaft Łódź, in Polen. Er liegt etwa 24 km nordwestlich von Tomaszów Mazowiecki und 25 km südöstlich von der Woiwodschaftshauptstadt Łódź. 

## Geschichte
Bereits Anfang des 16. Jahrhunderts gab es im Bereich des heutigen Ortes Łaznowska Wola ein Dorf namens Helszczyna Wola, das zum katholischen Kirchspiel Łaznów gehörte. 1576 gab es in diesem Ort ein Gasthaus, eine Mühle und 18 Gebäude. Was aus diesem Dorf wurde, ist nicht bekannt, es wird in den Veröffentlichungen und offenbar auch in den Akten zur Gründung von Grömbach (Łaznowska Wola) nicht erwähnt. Möglicherweise lag der Ort zu dieser Zeit wüst, denn das spätere Grömbach soll in einem Gebiet mit "teils gutem, teils mittelmäßigem Boden" angelegt worden sein, was eine überraschende Bodengüte für eine Siedlung dieser Zeit ist.
Mit der zweiten Teilung Polens 1793 wurde das Gebiet um Lodz ein Teil Preußens und Friedrich Wilhelm III. siedelte ab 1800 deutsche Kolonisten an, die hauptsächlich aus Württemberg stammten. 
Die Siedlung, die anfangs den Namen Grömbach trug, wurde im Jahr 1800 von schwäbischen Kolonisten aus der Umgebung von Grömbach gegründet. (Ursprünglich hatten die ersten eingetroffenen Siedlerfamilien an ungünstigerer Stelle im Sobiener (Sobyner) Forst bei Zgierz angesetzt werden sollen.) Die Siedler hatten sechs Jahre Abgabefreiheit erhalten, und sollten somit am 1. Dezember 1806 mit der Zahlung ihres Erbzinses beginnen. Da sie hierzu aber aufgrund widriger Umstände noch nicht in der Lage waren, hätten sie laut §15 der Vereinbarung im Falle eines Notstandes hiervon befreit werden können.
Nach der Niederlage Preußens gegen Napoléon im Jahr 1806 wurde die Region in das neugebildete Herzogtum Warschau, einem Satellitenstaat Frankreichs, eingegliedert und die Abgaben mussten entrichtet werden, was viele in große Not trieb. Viele der ursprünglichen Siedler verließen daraufhin ihren Besitz, veräußerten ihn und zogen entweder nach Wolhynien oder zurück in ihre ursprüngliche Heimat.
Für die Grömbacher Siedler folgten weiter sehr unruhige Zeiten, zunächst 1809 der Fünfte Koalitionskrieg und dann der Russlandfeldzug Napoleons von 1812 zunächst mit Truppendurchzügen und Requirierungen, anschließend mit den zurückkehrenden aufgelösten Truppen und der nachfolgenden russischen Besatzung.
Als die Russen 1813 ins Land kamen, befanden sich viele deutsche Siedler in einer verzweifelten Situation, so dass die Werbekampagne des russischen Staates für eine Auswanderung nach Bessarabien auf fruchtbaren Boden fiel. Vor allen Dingen in den Jahren 1814 und 1815 zogen viele Familien davon, so dass manche Dörfer einen großen Teil ihrer Einwohner verloren. Besonders stark betroffen war das Amt Łaznów und die darin liegende Staatskolonie Grömbach (Łaznowska Wola), vermutlich weil Bernhard Boneth und Martin Voßler, die Führer eines 138 Familien umfassenden Auswandererzuges des Jahres 1814, von dort stammten. Die meisten Kolonisten verkauften ihre Siedlerstellen, viele zogen aber auch einfach davon, weil sie verschuldet waren oder niemand die Stellen annehmen wollte.
Die so freigewordenen Landstellen gingen fast alle in den Besitz von Bauern pommerscher Abstammung über, welche auf die schwäbischen Siedler folgten.
Unter der russischen Herrschaft erhielt das Dorf den Namen Lasnowskaja Wolja – Łaznówer Freiheit –, weil die Bauern frei von Frondiensten auf dem Gut Łaznów waren, woraus im Polnischen Łaznowska Wola wurde.
1825 gab es im Ort 82 Feuerstellen, zehn Jahre später waren es 83 Stellen, von denen aber nur 78 besetzt waren. Dieser Rückgang steht vermutlich im Zusammenhang mit der Novemberaufstand von 1830/31, die – neben den Verlusten durch Hunger und Seuchen – viele deutsche Familien aus der Region zur Abwanderung bewegte.
Ende des 19. Jahrhunderts gab es noch immer 82 Häuser im Ort. Damals gehörte Łaznowska Wola zur damaligen gmina Mikolajów.
Im Ersten Weltkrieg wurde Łaznowska Wola 1914 im Rahmen der Schlacht um Łódź schwer verwüstet. Als die russischen Einheiten sich aus Łódź zurückzogen, nahmen sie den Weg durch Łaznowska Wola. Als die Dorfbewohner, die zunächst geflüchtet waren, nach 12 Tagen zurückkehrten, waren die Scheunen und Ställe ausgeplündert und die Wohnungseinrichtungen zerstört. Eine Scheune war abgebrannt und die Kirche stark beschädigt und ihr Turm abgetragen worden. In den folgenden Jahren wurde die Kirche wieder aufgebaut.
Ende Mai 1937 zerstörte ein Großbrand mehr als 20 Anwesen in Łaznowska Wola.
Seit der zweiten Hälfte des 19. Jahrhunderts hatten vereinzelt und dann verstärkt nach dem Ende des Ersten Weltkrieges polnische Bauern Höfe in Łaznowska Wola gekauft, so dass 1939 von insgesamt 90 Höfen zehn im Besitz von polnischen Familien waren.

### Die Schule
Die deutschsprachige Dorfschule entstand zugleich mit dem Ort. Das erste Schulgebäude bestand jedoch nicht lange, sondern brannte bereits im August 1805 ab. Der hölzerne Nachfolgebau, der auch als Bethaus genutzt wurde, wurde 1895 abgetragen und durch ein neues Schulhaus ersetzt. Im Jahr 1866 war die Dorfschule bereits in eine staatliche Elementarschule umgewandelt worden. Von 1925 bis 1932 war die Schule zweiklassig und es gab einen zweiten Lehrer im Ort, danach war sie wieder einklassig. Im Schuljahr 1932/33 wurde die Schule von 95 Kindern besucht, die Unterrichtssprache war nach wie vor deutsch.

### Die Filialkirche
Zugleich mit der Gründung des Ortes war bereits der Bau einer Kirche geplant. Im Juli 1805 wurde der Kostenvoranschlag genehmigt, der jedoch wegen der veränderten politischen Lage – 1806 zogen die Preußen ab – nicht mehr zur Ausführung kam. So wurde der Ort nach Brzeziny eingepfarrt und zunächst die Schule als Bethaus genutzt. 1815 wurde Łaznowska Wola Sitz eines Kantorates. 1856 beantragten die Evangelischen des Ortes die Gründung eines eigenen Kirchspiels, die jedoch nicht bewilligt wurde. Eine eigene Kirche wurde dennoch um 1868 erbaut. Im Jahr 1903 versuchte man erneut die Gründung eines Filials zu erwirken, doch wieder ohne Erfolg. Erst am 1. Januar 1928 wurde die Filialgemeinde Łaznowska Wola gegründet und ihr vom evangelischen Kirchspiel Brzeziny die Orte Cisów, Łaznów, Nowe Chrusty und Pogorzałe Ługi zugeteilt, sowie Będków von der Gemeinde Petrikau und Karpin und Kozica (Gmina Czarnocin) von der Gemeinde Pabianice.
Die Seelsorger der Filialkirche Łaznowska Wola waren
Eduard Kneifel (1928)
Ernst Ludwig (1929–1930)
Adolf Doberstein (1930–1932)
Wilhelm Ostermann (1932–1945)

### Historische Beschreibungen des Ortes
Kossmann beschreibt den Ort folgendermaßen: Weil es nun einmal preußische Beamte waren, ließ man [im Jahr 1800] genau ein halbes Hundert Waldstellen in zwei gleichlaufenden Reihen vorbereiten. [...] 1801 wurde die Kolonie vergrößert. Und zwar wurden einundzwanzig kleine Büdnerstellen zu zehn Morgen geschaffen. Einige Jahre später kamen noch sieben solcher Stellen hinzu.
Eine ähnliche Beschreibung gibt Heike: Das Dorf wurde in der von der preußischen Verwaltung bevorzugten Linienform angelegt: Zwei Linien von je 5 km Länge verlaufen in einem Abstand von etwa einem Kilometer parallel zueinander von Süd nach Nord; im südlichen Teil werden sie durch eine Querlinie unterbrochen. An den zwei Hauptlinien werden die Hüfner-, an der Querlinie die Häuslerstellen eingerichtet.
Sowie an anderer Stelle: Dem Bericht ist eine Handzeichnung [des geplanten Dorfes] des [Leiters des Siedlungswesens] v. Colomb beigefügt. Danach besteht das Dorf vorläufig aus 50 [Zweifhüfner-] Stellen. Von den Stellen 24 und 25 an der Kreuzung der Hauptwege werden je 10 Morgen abgetrennt, und zwar:
6 Morgen für die Predigerstelle,
1 Morgen für das Kirchlein,
4 Morgen für die Schule,
3 Morgen für die Schmiede,
4 Morgen für das Hirtenhaus und den Gemeindeobstgarten,
2 Morgen für den Friedhof.
Die Beschreibung von Kneifel von 1933 weicht in einigen Punkten ab: Das Dorf legte man in drei Linien [Straßen] an. An der Hauptlinie, die von Norden nach Süden geht, wohnen die reicheren Wirte; zur Hauptstraße gleichlaufend ist eine Straße, "Zehnmorgen" genannt, an der sich kleinere Wirte sesshaft machten. Die beiden Straßenlinien sind etwa 5 Klm. lang. Sie durchschneidet eine dritte Linie (1 1/2 Klm. lang), die sich von der Hauptlinie nach Osten zieht. Die Bewohner nennen sie "Querlinie", längs der die Straße Tomaszów - Lodz verläuft. An ihr liegen nur kleinere Wirtschaften.

### Einwohnerentwicklung
1825: 732 Einwohner
1835: etwa 521 Einwohner (78 Kolonisten + 323 Angehörige + ca. 30 % Gesinde)
Ende des 19. Jahrhunderts: 986 Einwohner
1935 lebten in Łaznowska Wola noch etwa 840 Deutsche.